# James Wendell
James Isaac Wendell (Schenectady, 3 settembre 1890 – Filadelfia, 22 novembre 1958) è stato un ostacolista statunitense, specializzato nei 110 metri ostacoli. Nel 1912 prese parte ai Giochi olimpici di Stoccolma conquistando la medaglia d'argento.

## Palmarès
| Anno | Manifestazione  | Sede      | Evento             | Risultato | Prestazione | Note                          |
| ---- | --------------- | --------- | ------------------ | --------- | ----------- | ----------------------------- |
| 1912 | Giochi olimpici | Stoccolma | 110 metri ostacoli | Argento   | 15"2        | Miglior prestazione personale |